# Metallochlora flavifimbria
Metallochlora flavifimbria är en fjärilsart som beskrevs av W. Warren 1896. Metallochlora flavifimbria ingår i släktet Metallochlora och familjen mätare. Inga underarter finns listade i Catalogue of Life.